# Механическая передача
Механи́ческая переда́ча — устройство для передачи и преобразования механической энергии от энергетической машины до исполнительного механизма (органа), как правило, с одновременным изменением характера движения (изменения направления, сил, моментов и скоростей). Наиболее распространённые классы механических передач — это передачи вращательного движения и передачи поступательного движения.